# Fort Amsterdam (Curaçao)
Pour les articles homonymes, voir Fort Amsterdam (homonymie).
Le fort Amsterdam est un fort situé à Willemstad, à Curaçao. Construit en 1634, par la Compagnie néerlandaise des Indes occidentales, il servait non seulement de fort militaire, mais également de quartier général de la Compagnie. Actuellement, il est le siège du gouvernement et du gouverneur de Curaçao. Le fort était considéré comme la principale fortification de l'île.

## Historique

### Construction, conception et utilisation
Dans les années 1630, la Compagnie néerlandaise des Indes occidentales cherchait un nouvel avant-poste dans les Caraïbes. La Compagnie a aperçu Curaçao, qui était alors une possession espagnole. En 1634, l'amiral néerlandais Johannes van Walbeeck, accompagné de deux cents soldats, débarqua sur l'île et combattit les trente-deux soldats espagnols, qui se rendirent le 21 août 1634, après avoir résisté pendant trois semaines.
Van Walbeeck a ordonné la construction d'un fort à l'embouchure de la baie de Sint Anna. Des soldats néerlandais et des esclaves angolais ont construit le fort, qui est devenu, dès le commencement, le quartier général de la Compagnie. Les conditions dans le fort étaient médiocres, notamment en raison du manque d'eau potable et de nourriture. Une mutinerie n'a été évité qu'au prix d'une augmentation des salaires et de meilleures rations. En 1635 ou 1636, la construction du fort fut achevée [2]. La majeure partie de la population s'est ensuite installée dans le fort, la ville de Willemstad finissant par se développer en dehors de celui-ci.
Le fort Amsterdam a été conçu avec des murs de trois mètres de large et cinq bastions, mais quatre seulement ont été construits. Il disposait de canons qui étaient dirigés principalement vers la mer.
En 1804, un boulet de canon tiré par le capitaine britannique John Bligh du HMS Theseus s’est abattu sur l’église. Il dirigea un petit escadron qui s'empara du fort en février 1804. La balle est toujours incrustée dans le mur sud-ouest de l'église.

### Raid
Le 8 juin 1929, le rebelle vénézuélien Rafael Simón Urbina (en), avec 250 soldats, s'empara du fort. Les Vénézuéliens s'emparèrent des armes, des munitions et du trésor de l'île et réussirent également réussi à capturer le gouverneur de l'île, Leonardus Albertus Fruytier, et l'emmenèrent au Venezuela sur un navire américain volé. Après le raid, le gouvernement néerlandais décida de stationner en permanence des navires sur l'île.

## Utilisation actuelle
Le fort fait actuellement partie du site historique classé au patrimoine mondial de l'UNESCO de Willemstad. Les bureaux du gouverneur de Curaçao sont situés dans le fort. Il existe également des bureaux gouvernementaux et un musée de la communauté protestante situés dans l'église du fort.